# Elisa Ciccodicola
Elisa Ciccodicola, nota anche come Lisa Cicco di Cola (Arpino, 24 gennaio 1854 – 11 settembre 1950), è stata una pianista e concertista italiana.

## Biografia
Nipote del celebre compositore Carlo Conti (Arpino, 14 ottobre 1796 - Napoli, 10 luglio 1868) già all'età di nove anni si distinse per le sue spiccate doti artistiche riscuotendo consensi: debutta in Casa Boubée in un concerto. Frequentò assiduamente la Scuola ciandelliana e fece parte della Società Bonamici. Nell’aprile del 1864 eseguì alcuni pezzi anche con i fratelli Alberto e Paolo Boubée, anch’essi provenienti dalla scuola ciandelliana. Perfezionò gli studi come allieva di Mercadante, di Thalberg e di Cesi conquistandone la fiducia e la stima così come attestato da una lettera inviata dallo stesso Mercadante alla tredicenne, distinta giovanetta, Elisa il 26 maggio 1867:
Con il più sentito buon volere rispondente pienamente alle fondate speranse de' mai abbastanza lodati vostri genitori, ai saggi consigli de' chiarissimi professori insegnanti, facendo orgoglioso chi tanto di voi vantaggiosamente presagiva.
Continuate coraggiosa ad arricchire vostra mente delle sublimi ispirazioni de' classici compositori, esercitandone curatamente la perfetta esecuzione ed il grido di Celebre Pianista non vi mancherà.
Quanto sia stato gradito da me e da mia famiglia il prezioso dono di una effigie ritratta da chiaro e da me stimato artista, non mi è dato abbastanza esprimere, ma dirò soltanto avermi commosso sino alle lagrime il delicato pensiero di privarvi di cosa tanto cara per aggiungere a mia inalterabile affezione per voi, per i vostri, un durevole gentile ricordo.
Accogliete unitamente ai lodati genitori, da me da' miei le più sincere espressioni di affetto e credetemi,
Vostro Amorosissimo, S.Mercadante»
Si sposò nel 1874 con un belga, monsieur Delhaze e si trasferì a Liegi dove con Decreto Reale a soli 22 anni fu nominata maestra di pianoforte nel Conservatorio Reale. Eseguì concerti in Europa ed in America esibendosi con artisti di chiara celebrità fra i quali il famoso violinista Cesare Thompson e Franz Liszt, che ebbe per lei parole di stima e di ammirazione.
Il 24 gennaio del 1931 donava al Collegio Tulliano di Arpino una preziosa collezione di "autografi di uomini illustri" fra cui Garibaldi, Manzoni, Dumas (padre), Verdi, Bellini, Mercadante.